# Mario Kempes
Mario Alberto Kempes (sinh 15 tháng 7 năm 1954 tại Bell Ville, Córdoba) là một cựu cầu thủ bóng đá Argentina, chơi ở vị trí tiền đạo. Cha của ông, Mario, cũng là một cầu thủ bóng đá, đã truyền cho ông niềm đam mê chơi bóng từ nhỏ. Ngay khi 7 tuổi, ông bắt đầu chơi cho đội thiếu niên và năm 14 tuổi thì gia nhập La Cuarta de Talleres.

## Sự nghiệp cầu thủ
Kempes với biệt danh El Matador (Võ sĩ đấu bò) trong thời gian chơi bóng cho Valencia, đã giành được hai danh hiệu Vua phá lưới La Liga (Pichichi) liên tiếp, với 24 và 28 bàn thắng trong hai mùa bóng 1976-77 và 1977-78. Sự nghiệp của ông bắt đầu với câu lạc bộ địa phương có tên Instituto Atlético Central Córdoba, trước khi chuyển sang câu lạc bộ tiếng tăm hơn là Rosario Central với 85 bàn thắng trong 105 trận đấu và trở thành một tay săn bàn lừng danh. Nổi tiếng là một mẫu tiền đạo cần cù, Kempes có những bước chạy thần tốc, thường sút từ bên ngoài khu vực cấm địa và không phải là mẫu tiền đạo trung tâm truyền thống, hoạt động đơn độc bên trong khu cấm địa. Nhiều hậu vệ cảm thấy khó khăn trong việc chế ngự phong cách tấn công này. Họ không biết cần phải kèm ông ở đâu.
Trước vòng chung kết World Cup 1978 tổ chức tại Argentina, Kempes là cầu thủ đang thi đấu ngoài Argentina duy nhất trong danh sách đội tuyển Argentina của huấn luyện viên César Luis Menotti. Vị huấn luyện viên này đã nhận xét về anh khi công bố đội hình tham dự World Cup 1978, "Anh ấy khoẻ, có kĩ thuật, biết tạo khoảng trống và có cú sút căng. Anh ấy là mẫu cầu thủ tạo nên sự khác biệt và có thể chơi ở vị trí tiền đạo trung tâm".
Ở vòng chung kết World Cup 1974 ở Đức, khi mới 20, Kempes có mặt trong đội hình Argentina nhưng không ghi được bàn thắng nào. Đến World Cup 1978 tổ chức tại quê nhà, tiền đạo gầy gò này dự giải với tư cách đương kim Vua phá lưới La Liga 2 mùa bóng liên tiếp, được kì vọng sẽ thể hiện một màn trình diễn tuyệt hảo. Tuy nhiên hết vòng đấu bảng thứ nhất, Kempes vẫn chưa có được bàn thắng nào. Kempes chỉ bùng nổ ở những trận đấu vòng trong, đặc biệt là 2 bàn thắng ghi được trong trận chung kết gặp Hà Lan (bàn mở tỉ số và nâng tỉ số lên 2-1 ở hiệp phụ), giúp đội nhà giành chức vô địch thế giới lần đầu tiên. Trong giải đấu này ông ghi được 6 bàn thắng và giành luôn danh hiệu Vua phá lưới của giải.
Trong suốt sự nghiệp của mình Kempes ghi được 20 bàn thắng trong 43 lần khoác áo đội tuyển quốc gia. Ngoài 2 World Cup 1974 và 1978, ông còn có mặt tại World Cup 1982.
Năm 1978 ông được trao giải Cầu thủ xuất sắc nhất Nam Mỹ. Ông cũng có tên trong danh sách 125 cầu thủ còn sống xuất sắc nhất do Pelé lựa chọn tháng 3 năm 2004.

## Sự nghiệp huấn luyện viên
Kempes bắt đầu làm công tác huấn luyện khi ký hợp đồng với câu lạc bộ Pelita Jaya của Indonesia với tư cách huấn luyện viên kiêm cầu thủ năm 1996, và cũng có trận đấu cuối cùng trong sự nghiệp cầu thủ ở đây. Sau đó ông làm trợ lý huấn luyện cho Héctor Núñez (người Uruguay) tại Valencia. Kempes bắt đầu làm huấn luyện viên chính thức tại Albania, tại câu lạc bộ KS Lushnja. Thời gian này chỉ ngắn ngủi trong năm 1997, nhưng ông đã lập thành tích là huấn luyện viên nước ngoài đầu tiên ký hợp đồng với một cầu thủ nước ngoài trong lịch sử bóng đá Albania. Danh hiệu đầu tiên của Kempes với tư cách huấn luyện viên vào năm 1999 ở câu lạc bộ The Strongest (Bolivia), trước khi chuyển sang câu lạc bộ Bolivia khác là Independiente Petrolero. Hiện ông đang làm bình luận viên cho kênh thể thao ESPN. Hơn nữa, ông cũng như Fernando Palomo và Ciro Procuna góp mặt vào phần bình luận trong phiên bản Mỹ Latinh của trò chơi điện tử nhượng quyền thương mại FIFA, bao gồm FIFA 13, FIFA 14, FIFA 15, FIFA 16, FIFA 17, FIFA 18, FIFA 19 và FIFA 20.

## Thống kê sự nghiệp
| #  | Ngày                | Địa điểm                                                                 | Đối thủ   | Bàn thắng | Kết quả | Giải đấu          |
| -- | ------------------- | ------------------------------------------------------------------------ | --------- | --------- | ------- | ----------------- |
| 1  | 22 tháng 4 năm 1974 | Sân vận động José Amalfitani, Buenos Aires, Argentina                    | România   | 2–1       | 2–1     | Giao hữu          |
| 2  | 18 tháng 5 năm 1974 | Sân vận động Công viên các Hoàng tử, Paris, Pháp                         | Pháp      | 1–0       | 1–0     | Giao hữu          |
| 3  | 22 tháng 5 năm 1974 | Sân vận động Wembley, Luân Đôn, Anh                                      | Anh       | 1–2       | 2–2     | Giao hữu          |
| 4  | 22 tháng 5 năm 1974 | Sân vận động Wembley, Luân Đôn, Anh                                      | Anh       | 2–2       | 2–2     | Giao hữu          |
| 5  | 3 tháng 8 năm 1975  | Sân vận động Olympic, Caracas, Venezuela                                 | Venezuela | 2–1       | 5–1     | Copa América 1975 |
| 6  | 10 tháng 8 năm 1975 | Sân vận động Gigante de Arroyito, Rosario, Argentina                     | Venezuela | 5–0       | 11–0    | Copa América 1975 |
| 7  | 10 tháng 8 năm 1975 | Sân vận động Gigante de Arroyito, Rosario, Argentina                     | Venezuela | 10–0      | 11–0    | Copa América 1975 |
| 8  | 27 tháng 2 năm 1976 | Sân vận động tượng đài Antonio Vespucio Liberti, Buenos Aires, Argentina | Brasil    | 2–1       | 2–1     | Cúp Roca 1976     |
| 9  | 20 tháng 3 năm 1976 | Sân vận động Trung tâm, Kiev, Ukraina                                    | Liên Xô   | 1–0       | 1–0     | Giao hữu          |
| 10 | 14 tháng 6 năm 1978 | Sân vận động Gigante de Arroyito, Rosario, Argentina                     | Ba Lan    | 1–0       | 2–0     | World Cup 1978    |
| 11 | 14 tháng 6 năm 1978 | Sân vận động Gigante de Arroyito, Rosario, Argentina                     | Ba Lan    | 2–0       | 2–0     | World Cup 1978    |
| 12 | 21 tháng 6 năm 1978 | Sân vận động Gigante de Arroyito, Rosario, Argentina                     | Perú      | 1–0       | 6–0     | World Cup 1978    |
| 13 | 21 tháng 6 năm 1978 | Sân vận động Gigante de Arroyito, Rosario, Argentina                     | Perú      | 3–0       | 6–0     | World Cup 1978    |
| 14 | 25 tháng 6 năm 1978 | Sân vận động tượng đài Antonio Vespucio Liberti, Buenos Aires, Argentina | Hà Lan    | 1–0       | 3–1     | World Cup 1978    |
| 15 | 25 tháng 6 năm 1978 | Sân vận động tượng đài Antonio Vespucio Liberti, Buenos Aires, Argentina | Hà Lan    | 2–1       | 3–1     | World Cup 1978    |

## Danh hiệu

### Câu lạc bộ
Valencia
- Copa del Rey: 1978–79
- UEFA Cup Winners' Cup: 1979–80
- UEFA Super Cup: 1980

River Plate
- Primera División: 1981 Nacional

Pelita Jaya
- Galatama: 1993–94 [1]

### Quốc tế
Argentina
- FIFA World Cup: 1978